# Prix Solaris
Le prix Solaris est un prix littéraire décerné annuellement depuis 1981 par un jury formé de spécialistes à un écrivain francophone canadien pour une nouvelle inédite de science-fiction ou fantastique, qui est ensuite publiée dans les pages du magazine québécois Solaris.
Ce prix était auparavant connu sous le nom de Prix Dagon (de 1977 à 1980).

## Historique
Le prix Solaris a été instauré par les membres du comité de rédaction du magazine de science-fiction et fantastique québécois Solaris, dans le but d'encourager la création littéraire dans ces genres. Remis pour la première fois en 1981, il récompense le meilleur manuscrit inédit (nouvelle) soumis au jury formé d'experts réunis pour l'occasion par la rédaction. L'écrivain gagnant se voit remettre une bourse en argent et voit son œuvre publiée dans le magazine.
De 1982 jusqu'en 2000, soit l'année de changement de format du magazine, un volet bande dessinée avait été rajouté au prix Solaris et récompensait annuellement la meilleure bande dessinée inédite soumise à un jury formé d'experts dans le domaine. La bande dessinée gagnante était ensuite publiée dans les pages de Solaris et son auteur recevait aussi une bourse en argent. Le magazine ayant réduit son format au « format livre » en 2001, la rédaction a décidé d'abandonner la publication de bandes dessinées dans ses pages, ainsi que le volet bande dessinée du prix.

## Règlements
Les lauréats des deux années précédentes ne sont pas admissible pour le prix d'une année donnée.

## Lauréats du prix
| - 2023 : 1er prix : Isabelle Piette pour Ce qu'on laisse derrière ; - 2022 : 1er prix : Geneviève Blouin pour La vie secrète des carapacées ; - 2021 : Non attribué ; - 2020 : 1er prix : Josée Bérubé pour Les épinettes à corneilles ; - 2019 : 1er prix : Natasha Beaulieu pour Ici ; - 2018 : 1er prix : Luc Dagenais pour La déferlante des mères ; - 2017 : 1er prix : Andréa Renaud-Simard pour Les Tisseurs ; - 2016 : 1er prix : Éric Gauthier pour Éclairer l'origine ; - 2015 : 1er prix : Jean-Louis Trudel pour Garder un Phénix en cage ; - 2014 : 1er prix : Josée Lepire pour La Colocation ; - 2013 : Non attribué ; - 2012 : 1er prix : Jean-Louis Trudel pour Le Jardin des derniers humains ; - 2011 : 1er prix : Josée Lepire pour Le Substitut ; - 2010 : 1er prix : Michèle Laframboise pour Monarque des glaces ; - 2009 : 1er prix : Luc Dagenais pour La Vie des douze Jésus ; - 2008 : 1er prix : Alexandre Babeanu pour L'Évasion ; - 2007 : 1er prix : Hugues Morin pour Au plus petit café du monde ; - 2006 : 1er prix : Michèle Laframboise pour Le Vol de l’abeille ; - 2005 : Non attribué ; - 2004 : 1er prix : François-Xavier Liagre pour Trois essais pour l'éternité ; - 2003 : 1er prix : Mario Tessier pour Du clonage considéré comme un des beaux-arts ; - 2002 : 1er prix : Éric Gauthier pour Feu sacré ; - 2001 : 1er prix : Martin Hébert pour Derniers Jours ; - 2000 : 1er prix : Luc-André D'Aragon pour Sommeil rapide ; - 1999 : 1er prix : Éric Gauthier pour La Maison de l'anxitecte ; - 1998 : 1er prix : Frédérick Durand pour Nocturne ; - 1997 : 1er prix : Luc-André D'Aragon pour Les Funambules ; - 1996 : 1er prix : Harold Côté pour Mickey et Minnie et Berbi et la Chasse aux farfadets ; - 1995 : Non attribué ; - 1994 : 1er prix : Alain Bergeron pour L'homme qui fouillait la lumière ; - 1993 : Non attribué ; - 1992 : 1er prix : Jean-Louis Trudel pour Les Instincteurs de cruauté ; - 1991 : 1er prix : Richard Tremblay pour Maternité noire ; - 1990 : 1er prix : Harold Côté pour Sens dessus dessous ; - 1989 : Non attribué ; - 1988 : 1er prix ex æquo : - Sylvie Denis pour L'Anniversaire de Caroline et - Yves Meynard pour Sans titre ; - 1987 : 1er prix : Guy Grudzien pour Trio, l'inconnu du lac ; - 1986 : 1er prix : Richard Canal pour C.H.O.I.X. ; - 1985 : Non attribué ; - 1984 : 1er prix : Michel Lamontagne pour Hypercruise ; - 1983 : Non attribué ; - 1982 : 1er prix ex æquo : - Daniel Sernine pour Loin des vertes prairies et - Dana Odin et Éric Odin pour Walpurgia ; - 1981 : 1er prix : Jean-François Somcynsky pour 250. | - 2000 : Non attribué ; - 1999 : 1er prix : Éric Lacasse pour La Poudre d'escargot ; - 1998 : Non attribué ; - 1997 : 1er prix ex æquo : - Jean-François Bergeron pour L'Apprenti et - Marc Pageau pour Un bruit dans la nuit ; - 1996 : 1er prix : Christian Vadeboncoeur pour L'Évasion de Christophe Corbeau ; - 1995 : 1er prix : Laurine Spehner pour Une partie de pêche ; - 1994 : Non attribué ; - 1993 : 1er prix : Éric Casse pour Le Messager des songes ; - 2e prix : Éric Thériault pour Balmoral ; - 1992 : 1er prix : Robert Julien pour Phase IV ; - 1991 : 1er prix : Marc Pageau pour Jeu dangereux ; - 1990 : 1er prix : Pierre-Yves Clerson pour Paradise Hotel ; - 1989 : 1er prix : Jean-François Guay pour une bande dessinée sans titre ; - 1988 : Non attribué ; - 1987 : 1er prix ex æquo : - Philippe Bogarts pour Mesyx, corbur de classe alpha et - Benoît Joly pour Les Immobiles ; - 1986 : 1er prix (concours de scénario) ex æquo : - Jean Merlin pour l'Opto-mirage et - Diane Robitaille pour Lilith ; - 1985 : Non attribué ; - 1984 : 1er prix : Michel Y. Lamontagne pour Le Jardin ; - 1983 : Non attribué ; - 1982 : 1er prix : André-Philippe Côté pour Elle se livre (signée André Côté). |

### Sources bibliographiques
- Prix littéraires du Québec, répertoire 1997, 1997, Claude Janelle, Gouvernement du Québec, Direction des communications, Québec.